# خاصية مكثفة وخاصية شمولية

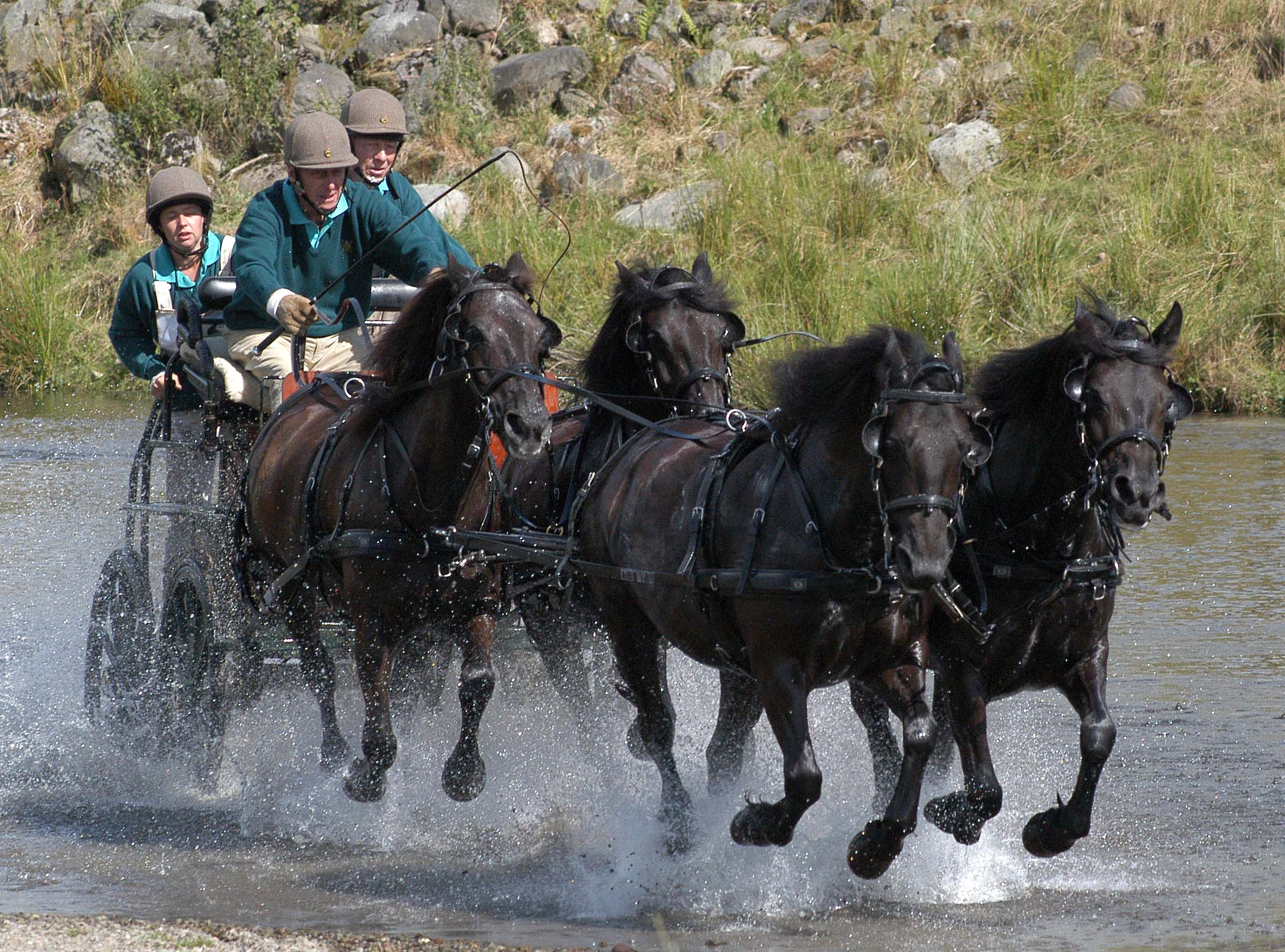

 الخاصية المكثفة (بالإنجليزية: intensive property)‏ في العلوم الطبيعية، هي خاصية فيزيائية لنظام لا تعتمد على حجم النظام ولا على كمية المادة به، مثال على ذلك الكثافة.
وأما الخاصية الشمولية (بالإنجليزية: extensive quantity)‏ أو كمية شمولية أو متغير شمولي فهي خاصية تتناسب مع كمية المادة في نظام. ولتوضيح ذلك، نفترض كثافة مادة فهي خاصية مكثفة للمادة، فهي لا تعتمد على كتلة المادة ولا على حجمها، وهما خاصيتان شموليتان للمادة.
بقسمة الكتلة على الحجم (وهما خاصيتان شموليتان) نحصل على الكثافة وهي خاصية مكثفة.

## خواص مكثفة
الخاصية المكثفة لنظام لا تعتمد على كمية المادة فيه / مثال على ذلك درجة الحرارة نظام في حالة توازن حراري، تكون درجة الحرارة ثابتة أينما قمنا بقياسها في النظام. أي إذا قمنا بتجزئة النظام فتكون درجة الحرارة لكل من الأجزاء متساوية. ونجد هذا أيضا بالنسبة لكثافة المادة: إذا قمنا بتقسيم قطعة حديد وقمنا بقياس كثافة كل منها نجد أن كثافتها متساوية وليست متغيرة، فالكثافة خاصية مكثفة للنظام.
بالنسبة إلى نظام بسيط يمكن تعيين حالة النظام عن طريق معرفة خاصيتين مكثفتين له. ويمكن عن طريق هاتين الخاصيتين المكثفتين تعيين باقي الخواص المكثفة للنظام.

## امثلة خواص مكثفة
من الخواص المكثفة لنظام ترموديناميكي نذكر:
- درجة الحرارة
- كمون كيميائي
- الكثافة
- لزوجة
- السرعة
- مقاومة كهربائية
- حرارة نوعية
- سعة حرارية
- صلابة
- درجة الغليان
- الضغط
- مرونة
- مغناطيسية
- تركيز

## خواص شمولية
تعرف الخاصية الشمولية بأنها مجموع خواص أنظمة صغرية لا تتفاعل مع بعضها البعض في نظام كبير، وتكون قيمة الخاصية الشمولية متناسبة طرديا مع حجم النظام أو كمية المادة فيه.
وتختلف الخواص الشمولية لنظام عن خواصه المكثفة أن الخواص المكثفة نوعية ونجدها في جميع أجزاء النظام. وعندما نقوم بقسمة خاصية شمولية على أحد الخواص الشمولية الأخرى نحصل على خاصية مكثفة. فمثلا: الكتلة (خاصية شمولية) عندما نقسمها على الحجم (خاصية شمولية)، نحصل على الكثافة وهي خاصية مكثفة.

## أمثلة للخواص الشمولية
- الطاقة
- إنتروبيا
- الكتلة
- طاقة جيبس الحرة
- عدد الجسيمات
- كمية الحركة
- عدد المولات
- الحجم